# Le Faux Pas
Ne doit pas être confondu avec le tableau de Watteau intitulé Le Faux Pas
Pour plus de détails, voir Fiche technique et Distribution.
Le Faux Pas est un film français réalisé par Antoine d'Ormesson, sorti en 1965.

## Synopsis
Au cours d’une promenade le long des falaises qui bordent la côte, près de Marseille, une jeune femme voit son mari tomber et s’écraser sur les rochers. Le couple étant en instance de divorce, elle craint de se voir inculper de meurtre et cache son identité.

## Fiche technique
- Titre : Le Faux Pas
- Réalisation : Antoine d'Ormesson
- Scénario : Antoine d'Ormesson
- Dialogues : Bernard Thomas
- Photographie : Georges Barsky
- Son : Louis Hochet
- Musique : Antoine d'Ormesson
- Montage : Colette Harel
- Société de production : Sumer Films
- Société de Distribution : LCJ Éditions et Productions
- Pays d'origine :  France
- Durée : 80 minutes
- Date de sortie : France, 20 janvier 1965

## Distribution
- Dominique Paturel : Philippe
- Yori Bertin : Elisa
- Jean-Claude Pascal : Robert
- Florence Vainer : la fiancée de Philippe